# Brugdijk
Brugdijk is een monumentaal huis in de Nederlandse plaats Bemmel.

## Geschiedenis
Het huis werd gebouwd in de late middeleeuwen. In de 17e eeuw was het in bezit van de familie Van Lynden. In 1731 werd het uiterlijk van het huis vastgelegd door Abraham de Haen. Het geheel bestond uit een hoofdgebouw, een lager achterdeel en een toren aan de zijkant. Het huis werd in de loop der jaren verbouwd, waarbij het haar oorspronkelijk karakter verloor. De laatste particuliere eigenaar was notaris P.W.P. van Bunge (1866-1954).
Na de Tweede Wereldoorlog werd het huis in gebruik genomen als bijgebouw van het gemeentehuis, dat in de naastgelegen Kinkelenburg was gevestigd.  Het pand was in zo'n erbarmelijke staat, dat het ook wel 'het spookhuis' genoemd werd. Een deel van het pand diende als brandweergarage en de rest werd gebruikt als atelier door kunstenaar Joop Puntman. In de jaren 60 werd het gebouw gerestaureerd, waarbij de situatie werd hersteld zoals het er op de tekening van De Haen uitzag, met weglating van de toren. De kelders en binnenmuren zijn nog origineel. Brugdijk werd in 2013 door de gemeente te koop gezet.

## Beschrijving
Het huis is opgetrokken in baksteen op een rechthoekige plattegrond. Het pand heeft twee woonlagen en een hoog zadeldak, met aan weerszijden gotische trapgevels. De entree is centraal geplaatst in de vijf traveeën brede voorgevel. De vensters met roedenverdeling zijn voorzien van luiken. De middenpartij wordt bekroond door een dakkapel. 

## Afbeeldingen

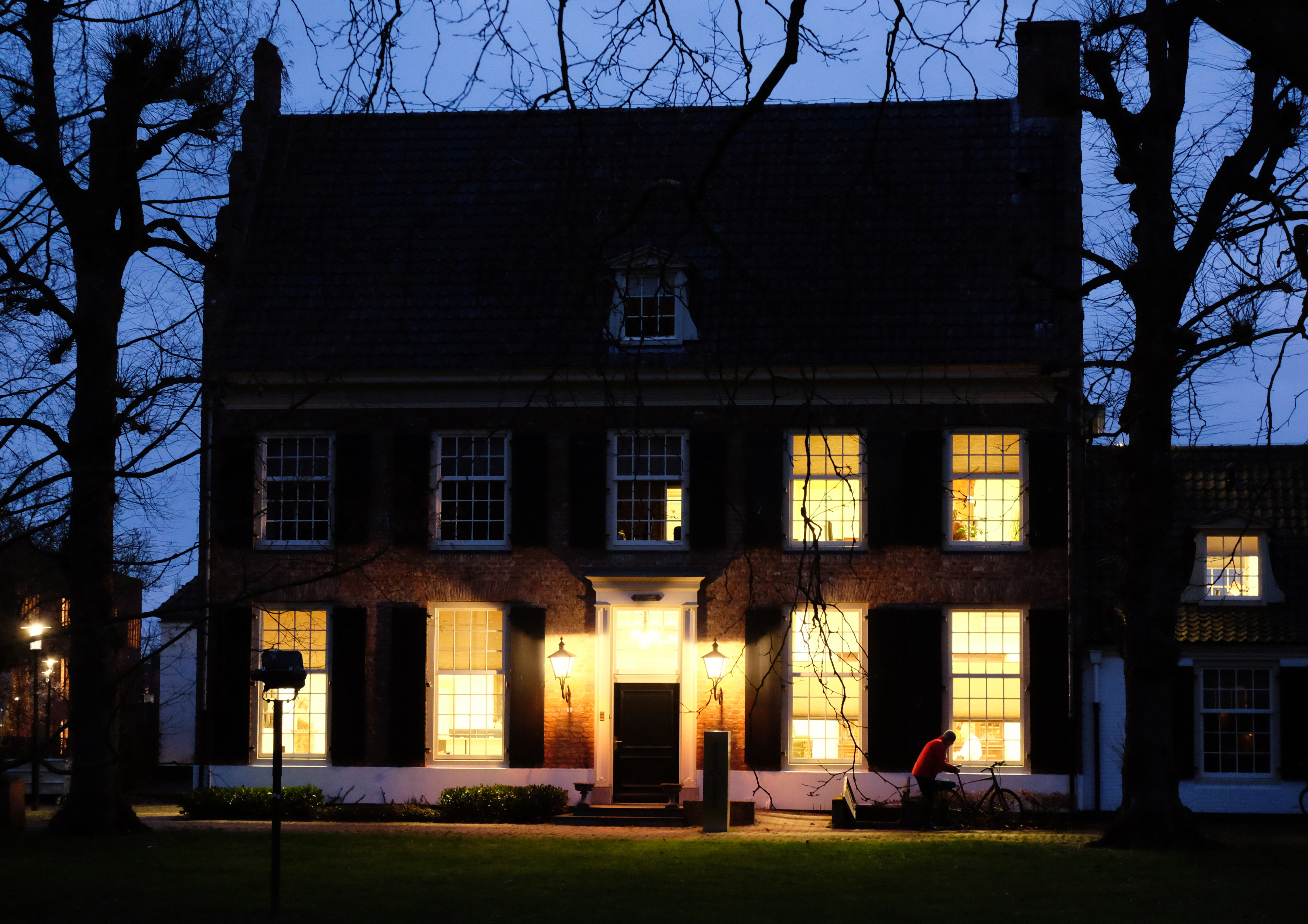
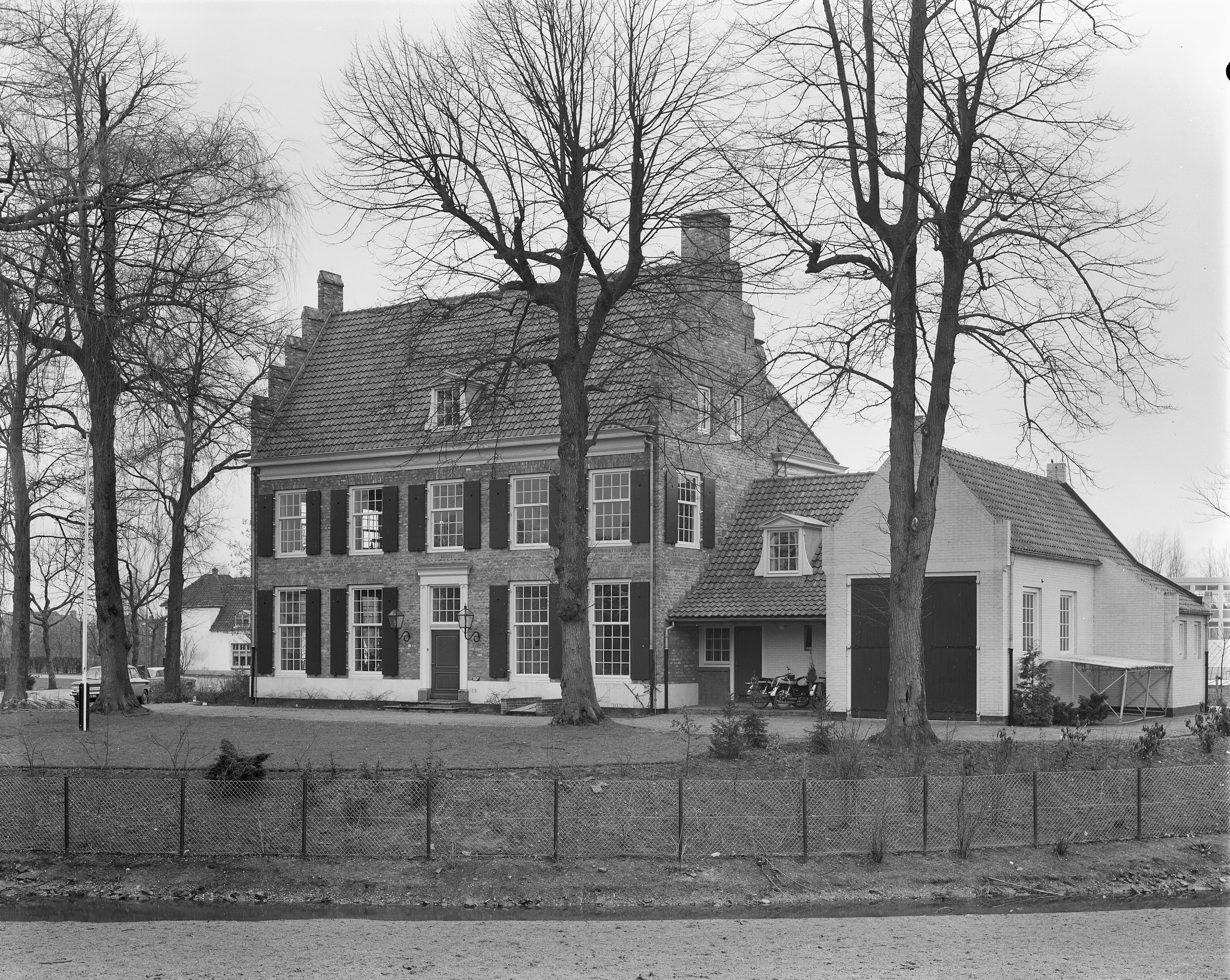
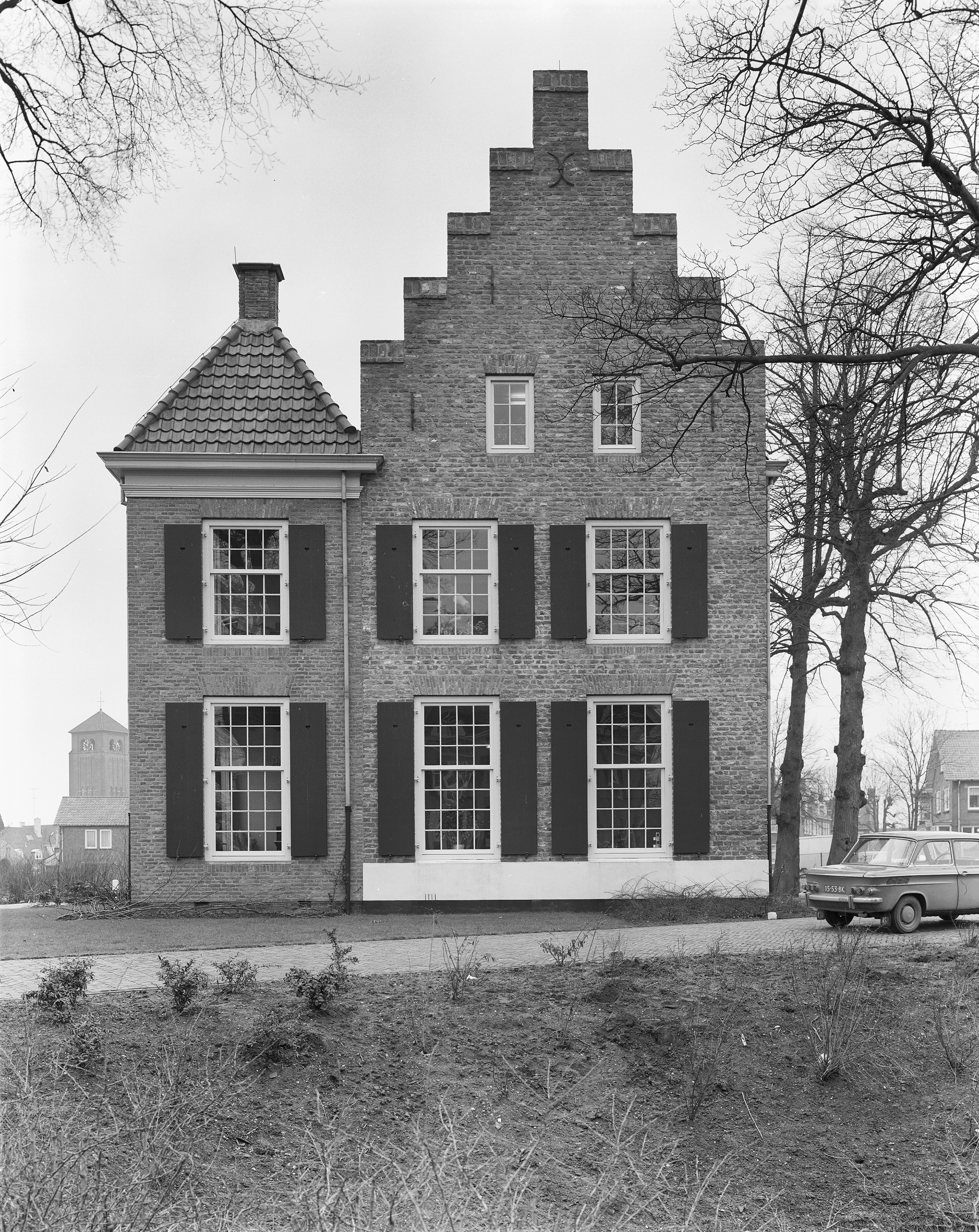
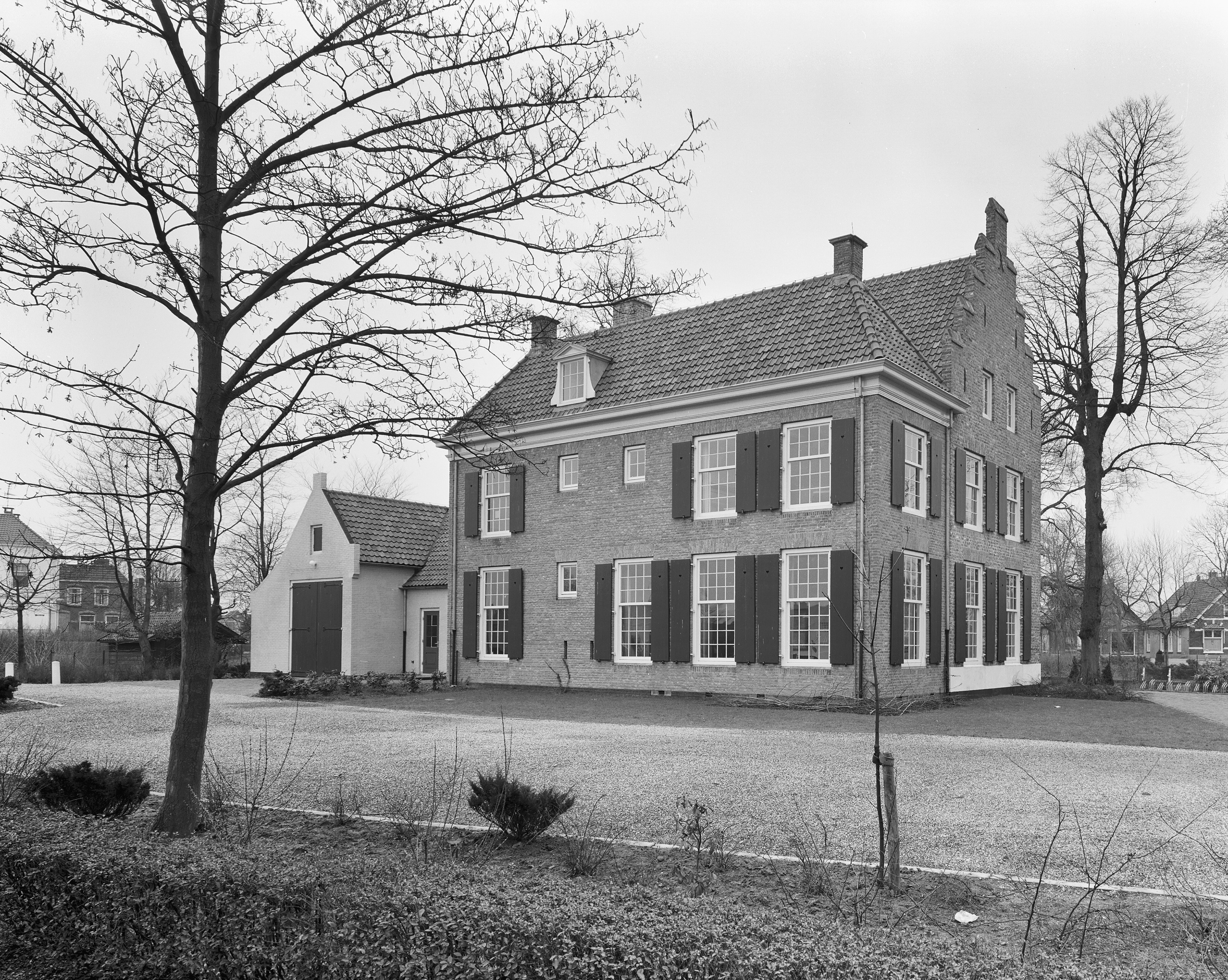
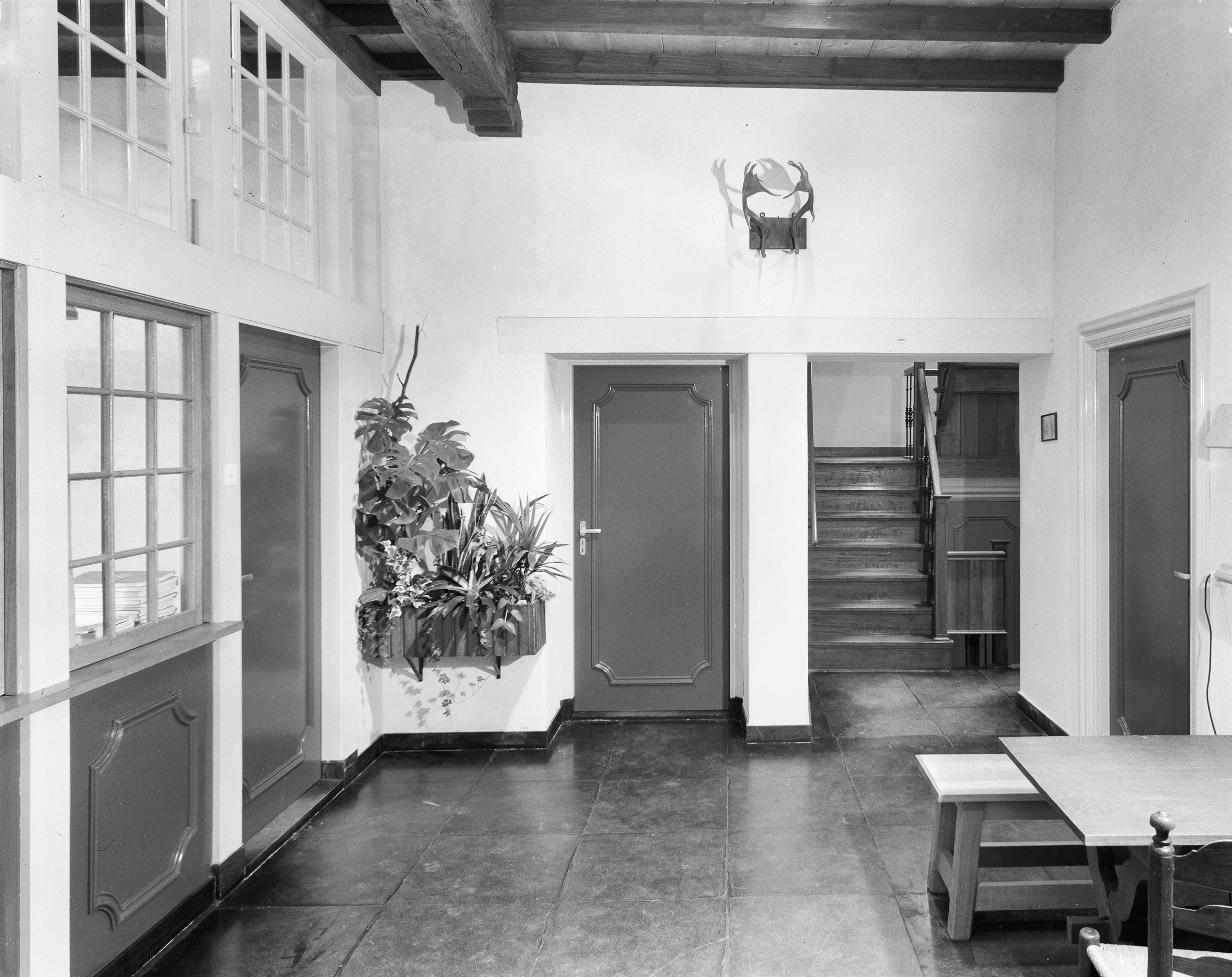

## Waardering
Het pand werd in 1971 als rijksmonument opgenomen in het monumentenregister.